# Niels Jørgen Steen

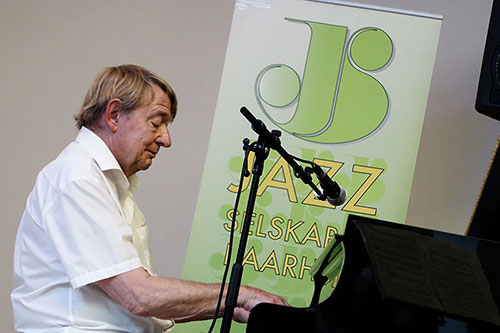
Niels Jørgen Steen (2015)

Niels Jørgen Steen (* 7. Februar 1939 in Kopenhagen) ist ein dänischer Pianist und Musiker.

## Leben und Wirken
Niels Jørgen Steen wuchs in Kopenhagen auf und war nach seinem Schulabschluss zunächst als Bibliothekar tätig. Seit den 1960er-Jahren ist Steen als Musiker tätig, auch im Bereich Jazz. Er arbeitete auf musikalischer Ebene im Laufe seiner Karriere mit Ben Webster, Harry Edison, Peter Thorup und Tommy Kenter zusammen.
Er komponierte für mehrere Filme und Fernsehserien die Titelmusik. Steen ist auch als Dirigent tätig, so u. a. für die Monday Night Big Band. Er spielte auch im Paradise Club Kopenhagen.
Niels Jørgen Steen war in erster Ehe mit der Schauspielerin Avi Sagild verheiratet. Aus der Ehe gingen die Tochter Paprika Steen und der Sohn Nikolaj Steen hervor. In zweiter Ehe war er von 1997 bis zu ihrem Tod im Jahr 2002 mit der Schauspielerin Lotte Tarp verheiratet.